# Faith Wilding
Faith Wilding (sinh năm 1943) là một nghệ sĩ đa tài người Mỹ gốc Paraguay. Cô tham gia nhiều lĩnh vực như: vẽ màu nước, trình diễn nghệ thuật, viết, đan, dệt và nghệ thuật kỹ thuật số. Cô cũng là một nhà văn, nhà giáo dục và nhà hoạt động được biết đến rộng rãi vì những đóng góp của cô cho sự phát triển tiến bộ của nghệ thuật nữ quyền. Cô cũng chiến đấu cho chủ nghĩa sinh thái, di truyền, chủ nghĩa không gian mạng và quyền sinh sản. Wilding là giáo sư của nghệ thuật trình diễn tại Trường Học viện Nghệ thuật Chicago.

## Cuộc sống
Faith Wilding sinh năm 1943 tại Paraguay và di cư sang Hoa Kỳ vào năm 1961. Cô có bằng tiếng Anh của Đại học Iowa. Năm 1969, cô bắt đầu học cao học và sau đó nhận bằng Thạc sĩ Mỹ thuật của Học viện Nghệ thuật California.
Cô đã kết hôn với Everett Frost, một giáo sư người Anh. Wilding và chồng cô là những nhà hoạt động chống chiến tranh và là thành viên của Hội sinh viên vì một xã hội Dân chủ. Khi ở Fresno, Wilding và bạn của cô Suzanne Lacy trở thành nhà hoạt động cho phong trào nữ quyền.

## Nghề nghiệp
Wilding trở thành trợ lý giảng dạy trong Chương trình nghệ thuật nữ quyền Judy Chicago, được thành lập tại Đại học bang California, Fresno vào năm 1970.
Cô đã nhận được một số khoản tài trợ và giải thưởng trong nghệ thuật, trong đó có học bổng Guggenheim năm 2009.

## Ấn phẩm
Tác giả
- By Our Own Hands: The Woman Artist's Movement, Southern California, 1970-1976. Santa Monica: Double X, 1977.[8]
- "The Feminist Art Programs at Fresno and CalArts, 1970-75" in The Power of Feminist Art: The American Movement of the 1970s. Eds. Norma Broude and Mary D. Garrard. New York: Abrams,1996, 32-47.
- "Knowing Bodies - Feminist issues in health care, medicine, and biotechnology." Neme.
- "Monstrous Domesticy". M/E/A/N/I/N/G, #ngày 18 tháng 11 năm 1995.
- "Stolen Rhetoric: The Appropriation of Choice by ART Industries." Neme.
- "Where is Feminism in Cyberfeminism?". Neme. ngày 28 tháng 3 năm 2006.

Đồng tác giả hoặc biên tập viên
- Domain Errors! Cyberfeminist Practices. Eds. Maria Fernanadez, Faith Wilding, and Michelle M. Wright. Autonomedia, 2003.
- Laura Meyer with Faith Wilding, "Collaboration and Conflict in the Fresno Feminist Art Program: An Experiment in Feminist Pedagogy". n.paradoxa: international feminist art journal vol. 26, July 2010 pp. 40–51.
- subRosa, Faith Wilding. "Bodies Unlimited A decade of subRosa's art practice." n.paradoxa: international feminist art journal. July 2012. 28. pp. 16–25.
- Faith Wilding, Critical Art Ensemble. "Notes on the Political Condition of Cyberfeminism." Art Journal. Summer 1998. 58: 4. pp. 46–59.
- Faith Wilding, Mira Schor, Emma Amos, Susan Bee, Johanna Drucker, María Fernández, Amelia Jones, Shirley Kaneda, Helen Molesworth, Howardena Pindell, Collier Schorr "Contemporary Feminism: Art Practice, Theory, and Activism--An Intergenerational Perspective". Art Journal. Winter, 1999. 58: 4. pp. 8–29.